# Großsteingrab Lienen-Meckelwege
Das Großsteingrab Lienen-Meckelwege war eine mögliche megalithische Grabanlage der jungsteinzeitlichen Trichterbecherkultur bei Meckelwege, einem Ortsteil von Lienen im Kreis Steinfurt (Nordrhein-Westfalen). Seine mögliche Existenz ist nur durch Funde von drei Steinbeilen belegt.

## Lage
Der Standort des Grabes befand sich östlich des Hofes Ahmann (heute Meckelweger Straße 16) in Meckelwege.

## Forschungsgeschichte
Vor 1928 wurden zwei Steinbeile entdeckt. Die Schneide eines dritten Beils wurde 1935 an gleicher Stelle gefunden. Die Funde sind heute zwischen dem Otto Modersohn Museum Tecklenburg und dem Museum für Vor- und Frühgeschichte in Berlin aufgeteilt. Friedrich Ernst Hunsche sah als erster im Fundort der Beile den ehemaligen Standort eines Großsteingrabs.

## Beschreibung

### Architektur
Vom Grab selbst sind keine Spuren mehr erhalten. Maße, Orientierung und Grabtyp sind unbekannt.

### Funde
Die beiden vollständigen Beile bestehen aus schwarzem Gestein. Das erste hat eine Länge von 7,6 cm und eine Breite von 4,6 cm. Das zweite hat eine Länge von 8,4 cm und eine Breite von 5,4 cm; es ist am Nacken und an der Schneide stark beschädigt. Das Schneidenbruchstück besteht grauschwarzem Kieselschiefer.